# Vegyes csapatverseny a 2016-os úszó-Európa-bajnokságon
A 2016-os úszó-Európa-bajnokságon a műugrás vegyes csapatversenyének fináléját május 9-én este rendezték a London Aquatics Centreben.

## Versenynaptár
Az időpontok helyi idő szerint olvashatóak (GMT +00:00).
| Dátum                 | Időpont | Forduló |
| --------------------- | ------- | ------- |
| 2016. május 9., hétfő | 19:30   | Döntő   |

## Eredmény
| #  | Versenyző                                | Ország                   | Pontok |
| -- | ---------------------------------------- | ------------------------ | ------ |
|    | Nagyezsda Bazsina Viktor Minibajev       | Oroszország (RUS)        | 413,30 |
|    | Julija Prokopcsuk Olekszandr Horskovozov | Ukrajna (UKR)            | 396,40 |
|    | Georgia Ward Matthew Lee                 | Egyesült Királyság (GBR) | 353,85 |
| 4  | Alena Kamulkina Vadim Kaptur             | Fehéroroszország (BLR)   | 332,70 |
| 5  | Laura Marino Matthieu Rosset             | Franciaország (FRA)      | 329,85 |
| 6  | Maria Kurjo Patrick Hausding             | Németország (GER)        | 328,70 |
| 7  | Ellen Ek Jesper Tolvers                  | Svédország (SWE)         | 315,80 |
| 8  | Bátki Noémi Michele Benedetti            | Olaszország (ITA)        | 302,85 |
| 9  | Mara Elena Aiacoboae Alin Ioan Rontu     | Románia (ROU)            | 288,45 |
| 10 | Celine van Duijn Joey van Etten          | Hollandia (NED)          | 262,45 |